# Coupe du monde de cyclisme sur piste 2017-2018
Navigation
Coupe du monde 2016-2017 Coupe du monde 2018-2019
La Coupe du monde de cyclisme sur piste 2017-2018 est une compétition organisée par l'UCI qui regroupe plusieurs épreuves de cyclisme sur piste. La saison débute le 4 novembre 2017 et se termine le 21 janvier 2018. Pour cette saison, cinq manches sont au programme,.
Au classement par nations, la France est la tenante du titre.

## Calendrier

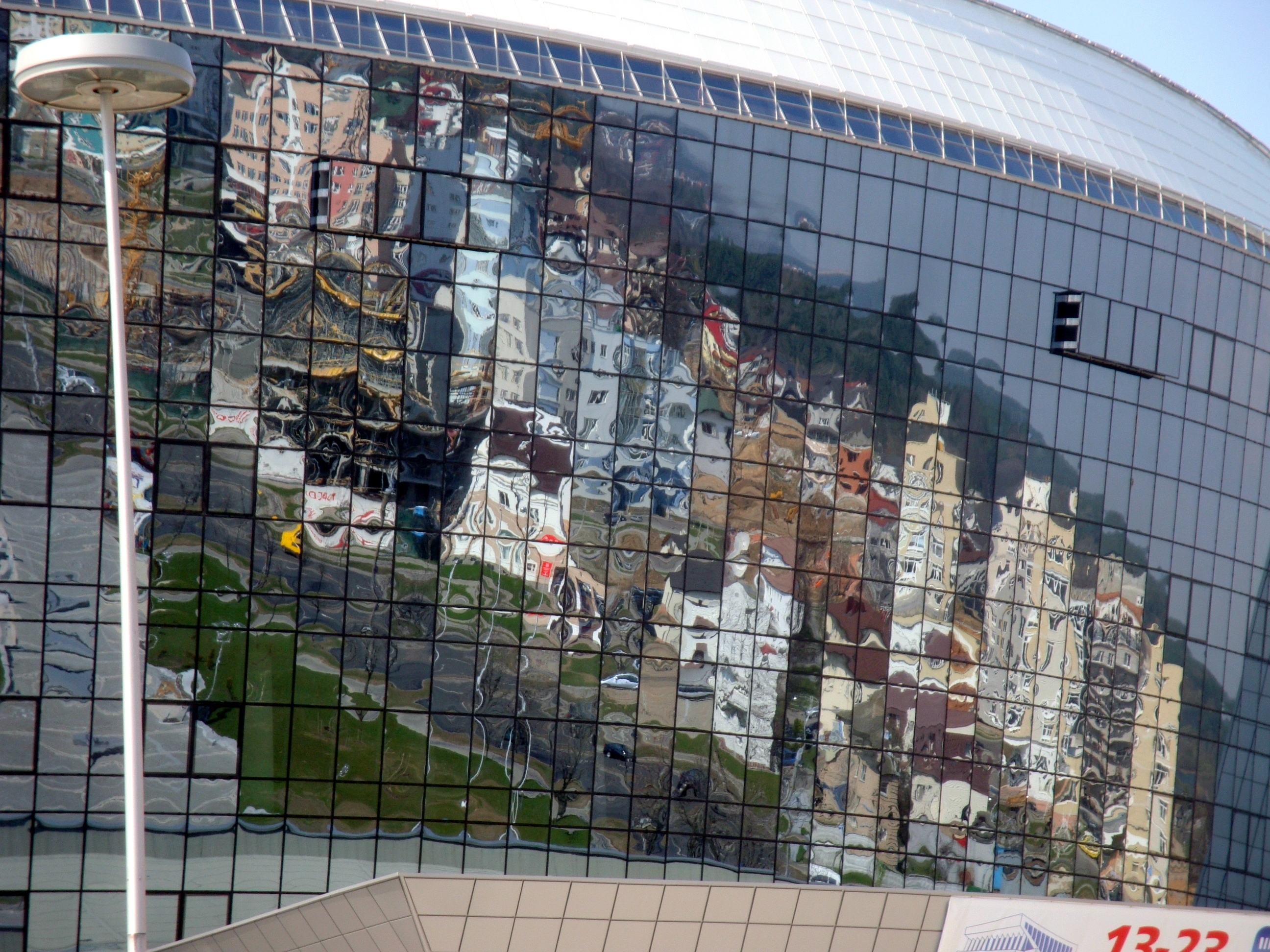
La Minsk-Arena accueille la cinquième et dernière manche de la Coupe du monde.

| Date                | Pays            | Vélodrome             | Ville             |
| ------------------- | --------------- | --------------------- | ----------------- |
| 3-5 novembre 2017   | Pologne         | BGŻ Arena             | Pruszków          |
| 10-12 novembre 2017 | Grande-Bretagne | Manchester Velodrome  | Manchester        |
| 1er-3 décembre 2017 | Canada          | Vélodrome de Milton   | Milton            |
| 8-10 décembre 2017  | Chili           | Velódromo Peñalolén   | Santiago du Chili |
| 19-21 janvier 2018  | Biélorussie     | Vélodrome Minsk-Arena | Minsk             |

## Classement par équipes

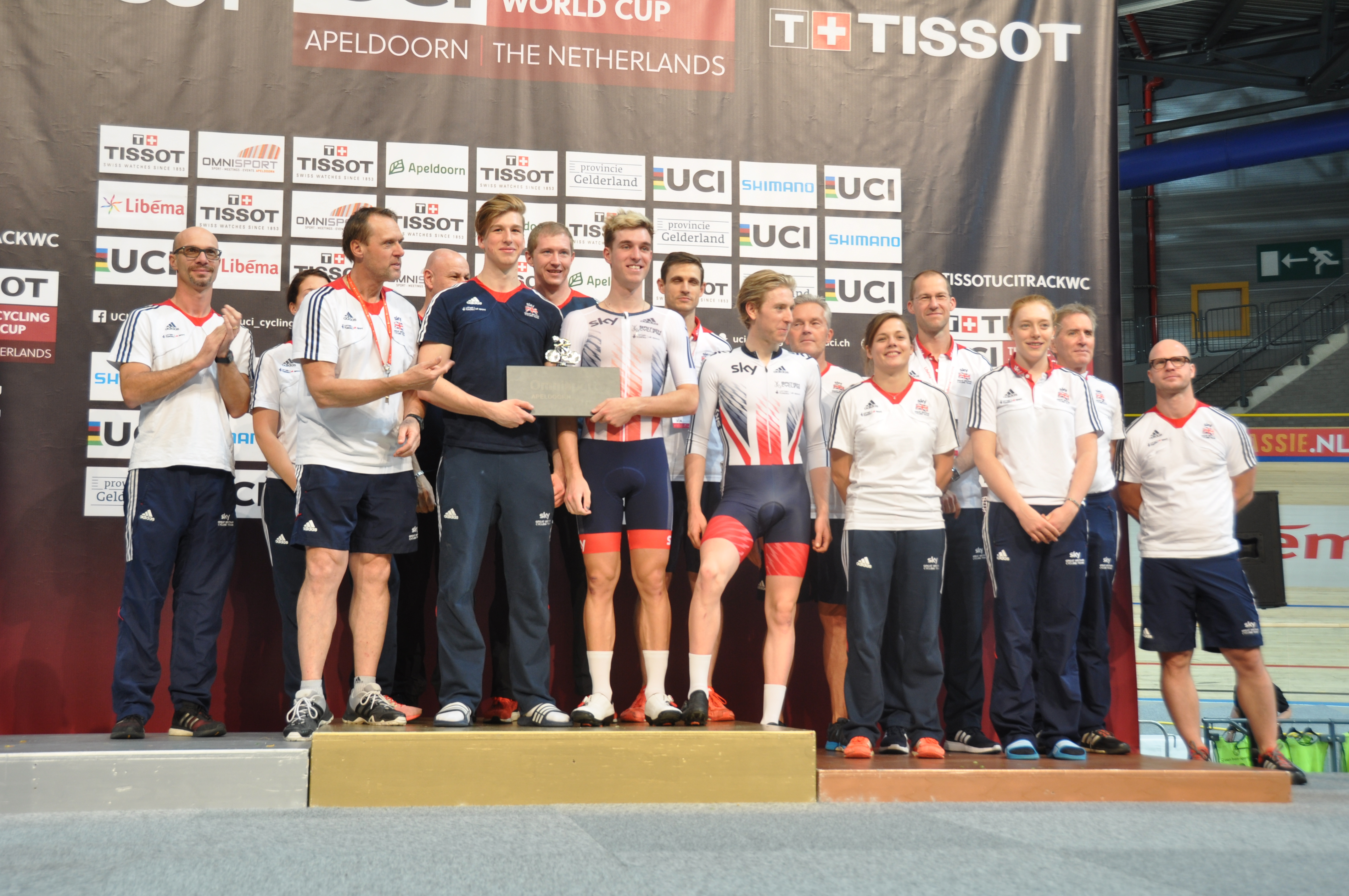
L'équipe de Grande-Bretagne, vainqueur de la manche d'Apeldoorn.

| Rang | Pays/Équipe      | PRU    | MAN    | MIL    | SAN    | MIN    | Total    |
| ---- | ---------------- | ------ | ------ | ------ | ------ | ------ | -------- |
| 1.   | Allemagne        | 6433,5 | 6425,0 | 3545,0 | 2755,0 | 4260,0 | 23.418,5 |
| 2.   | France           | 5590,0 | 4971,0 | 4152,5 | 1495,0 | 3855,0 | 20.463,5 |
| 3.   | Italie           | 5158,0 | 4161,0 | 1982,0 | 3490,0 | 4755,0 | 19.546,0 |
| 4.   | Russie           | 5391,0 | 4701,0 | –      | 4055,0 | 5047,5 | 19.194,5 |
| 5.   | Grande-Bretagne  | 4545,0 | 6397,5 | 5800,0 | −      | 2155,0 | 18.897,5 |
| 6.   | Ukraine          | 4415,0 | 2640,0 | 2265,0 | 4700   | 3145,0 | 17.615,0 |
| 7.   | Pologne          | 5647,0 | 3623,5 | 2815,0 | −      | 4995,0 | 17.080,5 |
| 8.   | Pays-Bas         | 5300,0 | 4930,0 | 2550,0 | −      | 4045,0 | 16.825,0 |
| 9.   | Nouvelle-Zélande | 2012,5 | 2735,0 | 5915,0 | 4840,0 | −      | 15.502,5 |
| 10.  | Espagne          | 3120,5 | 3829,5 | 3147,5 | 1062,5 | 2400,0 | 13.560,0 |

## Hommes

### Kilomètre

#### Résultats
| Lieu       | Vainqueur        | Deuxième    | Troisième      |
| ---------- | ---------------- | ----------- | -------------- |
| Manchester | Matthew Glaetzer | Eric Engler | Callum Skinner |

#### Classement
| Pos. | Coureur          | Man | Pts |
| 1.   | Matthew Glaetzer | 500 | 500 |
| 2.   | Eric Engler      | 450 | 450 |
| 3.   | Callum Skinner   | 400 | 400 |
| 4.   | Theo Bos         | 375 | 375 |
| 5.   | David Sojka      | 350 | 350 |
| 6.   | Sébastien Vigier | 325 | 325 |
| 7.   | Jonathan Wale    | 300 | 300 |
| 8.   | Ayrton De Pauw   | 275 | 275 |
| 9.   | Felix Groß       | 250 | 250 |
| 10.  | Zac Williams     | 225 | 225 |

### Keirin

#### Résultats
| Lieu              | Vainqueur        | Deuxième         | Troisième        |
| ----------------- | ---------------- | ---------------- | ---------------- |
| Pruszków          | Matthijs Büchli  | Joachim Eilers   | Sébastien Vigier |
| Manchester        | Matthijs Büchli  | Andriy Vynokurov | Juan Peralta     |
| Milton            | Harrie Lavreysen | Lewis Oliva      | Joachim Eilers   |
| Santiago du Chili | Yuta Wakimoto    | Andriy Vynokurov | Pavel Kelemen    |
| Minsk             | Matthijs Büchli  | Stefan Ritter    | Lewis Oliva      |

#### Classement
| Pos. | Coureur          | Pru | Man | Mil | San | Min | Pts  |
| 1.   | Andriy Vynokurov | 325 | 450 | 300 | 450 | –   | 1525 |
| 2.   | Matthijs Büchli  | 500 | 500 | –   | –   | 500 | 1500 |
| 3.   | Lewis Oliva      | 175 | 120 | 450 | 275 | 400 | 1420 |
| 4.   | Juan Peralta     | 100 | 400 | 145 | 325 | 275 | 1245 |
| 5.   | Joachim Eilers   | 450 | 275 | 400 | –   | –   | 1125 |
| 6.   | Yūta Wakimoto    | 190 | –   | 375 | 500 | –   | 1065 |
| 7.   | Yudai Nitta      | 205 | 350 | 250 | –   | –   | 805  |
| 8.   | François Pervis  | –   | –   | 350 | 375 | –   | 725  |
| 9.   | Matthew Glaetzer | 350 | 375 | –   | –   | –   | 725  |
| 10.  | Pavel Kelemen    | –   | –   | 275 | 400 | –   | 675  |

### Vitesse

#### Résultats
| Lieu              | Vainqueur        | Deuxième         | Troisième        |
| ----------------- | ---------------- | ---------------- | ---------------- |
| Pruszków          | Matthew Glaetzer | Mateusz Rudyk    | Edward Dawkins   |
| Manchester        | Harrie Lavreysen | Mateusz Rudyk    | Matthew Glaetzer |
| Milton            | Jeffrey Hoogland | Ethan Mitchell   | Jack Carlin      |
| Santiago du Chili | Vasilijus Lendel | Denis Dmitriev   | Andriy Vynokurov |
| Minsk             | Matthijs Büchli  | Vasilijus Lendel | Theo Bos         |

#### Classement
| Pos. | Coureur          | Pru | Man | Mil | San | Min | Pts  |
| 1.   | Mateusz Rudyk    | 450 | 450 | 325 | –   | 375 | 1600 |
| 2.   | Andriy Vynokurov | 350 | 325 | 190 | 400 | –   | 1265 |
| 3.   | Lewis Oliva      | 130 | 275 | 300 | 205 | 325 | 1235 |
| 4.   | Vasilijus Lendel | 120 | 160 | −   | 500 | 450 | 1230 |
| 5.   | Harrie Lavreysen | 375 | 500 | 250 | –   | –   | 1125 |
| 6.   | Philip Hindes    | 325 | 350 | 350 | –   | –   | 1025 |
| 7.   | Jeffrey Hoogland | 250 | 225 | 500 | –   | –   | 975  |
| 8.   | Matthew Glaetzer | 500 | 400 | –   | –   | –   | 900  |
| 9.   | Matthijs Büchli  | −   | 375 | –   | –   | 500 | 875  |
| 10.  | Ethan Mitchell   | 205 | 190 | 450 | –   | –   | 845  |

### Vitesse par équipes

#### Résultats
| Lieu              | Vainqueur                                                          | Deuxième                                                    | Troisième                                                     |
| ----------------- | ------------------------------------------------------------------ | ----------------------------------------------------------- | ------------------------------------------------------------- |
| Pruszków          | Pays-Bas Jeffrey Hoogland Harrie Lavreysen Nils van 't Hoenderdaal | France Benjamin Édelin Quentin Lafargue Melvin Landerneau   | Grande-Bretagne Jack Carlin Ryan Owens Joseph Truman          |
| Manchester        | Allemagne Robert Förstemann Maximilian Levy Joachim Eilers         | BEAT Cycling Club Theo Bos Roy van den Berg Matthijs Büchli | Pays-Bas Sam Ligtlee Nils van 't Hoenderdaal Jeffrey Hoogland |
| Milton            | Nouvelle-Zélande Edward Dawkins Ethan Mitchell Sam Webster         | Grande-Bretagne Jack Carlin Philip Hindes Callum Skinner    | Tchéquie Martin Čechman Pavel Kelemen David Sojka             |
| Santiago du Chili | Russie Denis Dmitriev Shane Perkins Pavel Yakushevskiy             | France Rayan Helal Melvin Landerneau François Pervis        | Corée du Sud Im Chae-bin Park Je-one Son Je-yong              |
| Minsk             | BEAT Cycling Club Roy van den Berg Matthijs Büchli Theo Bos        | Pologne Rafał Sarnecki Krzysztof Maksel Kamil Kuczyński     | France Benjamin Édelin Michaël D'Almeida Rayan Helal          |

#### Classement
| Pos. | Équipe            | Pru   | Man   | Mil   | San   | Min   | Pts    |
| 1.   | France            | 675,0 | 525,5 | 562,5 | 675,0 | 600   | 3037,5 |
| 2.   | Allemagne         | 562,5 | 750,0 | –     | 450,0 | 525,0 | 2287,5 |
| 3.   | Russie            | 450,0 | 450,0 | –     | 750,0 | 562,8 | 2212,5 |
| 4.   | BEAT Cycling Club | 450,0 | 450,0 | –     | 750,0 | –     | 1912,5 |
| 5.   | Grande-Bretagne   | 600,0 | 562,5 | 675,0 | –     | −     | 1837,5 |
| 6.   | Tchéquie          | 412,5 | 487,5 | 600   | –     | 307,5 | 1807,5 |
| 7.   | Pologne           | 525,0 | 412,5 | –     | –     | 675,0 | 1612,5 |
| 8.   | Taipei chinois    | 195,0 | 240,0 | 450,0 | 375,0 | 285,0 | 1545,0 |
| 9.   | Corée du Sud      | −     | −     | 525,0 | 600,0 | 412,5 | 1537,5 |
| 10.  | Espagne           | 217,5 | 262,5 | 487,5 | 487,5 | –     | 1455,0 |

### Poursuite individuelle

#### Résultats
| Lieu  | Vainqueur        | Deuxième     | Troisième            |
| ----- | ---------------- | ------------ | -------------------- |
| Minsk | Charlie Tanfield | Ivo Oliveira | Alexander Evtushenko |

#### Classement
| Pos. | Coureur              | Min | Pts |
| 1.   | Charlie Tanfield     | 500 | 500 |
| 2.   | Ivo Oliveira         | 450 | 450 |
| 3.   | Alexander Evtushenko | 400 | 400 |
| 4.   | Justin Wolf          | 375 | 375 |
| 5.   | Ashton Lambie        | 350 | 350 |
| 6.   | Marco Coledan        | 325 | 325 |
| 7.   | Valère Thiébaud      | 300 | 300 |
| 8.   | Dion Beukeboom       | 275 | 275 |
| 9.   | Mikhail Shemetau     | 250 | 250 |
| 10.  | Xeno Young           | 225 | 225 |

### Poursuite par équipes

#### Résultats
| Lieu              | Vainqueur                                                                                | Deuxième                                                                        | Troisième                                                          |
| ----------------- | ---------------------------------------------------------------------------------------- | ------------------------------------------------------------------------------- | ------------------------------------------------------------------ |
| Pruszków          | Italie Francesco Lamon Liam Bertazzo Simone Consonni Filippo Ganna                       | Allemagne Felix Groß Theo Reinhardt Nils Schomber Domenic Weinstein             | Russie Lev Gonov Sergey Schilov Ivan Smirnov Dmitriy Sokolov       |
| Manchester        | Grande-Bretagne Steven Burke Ed Clancy Oliver Wood Kian Emadi-Coffin                     | Danemark Casper Pedersen Casper von Folsach Julius Johansen Kristian Kaimer     | France Benjamin Thomas Florian Maitre Louis Pijourlet Thomas Denis |
| Milton            | Nouvelle-Zélande Campbell Stewart Thomas Sexton Jared Gray Nick Kergozou                 | Canada Derek Gee Adam Jamieson Jay Lamoureux Michael Foley                      | Suisse Gino Mäder Robin Froidevaux Lukas Rüegg Gaël Suter          |
| Santiago du Chili | Nouvelle-Zélande Campbell Stewart Jared Gray Nick Kergozou Harry Waine Thomas Sexton (q) | Japon Shunsuke Imamura Ryo Chikatani Shogo Ichimaru Keitaro Sawada              | États-Unis Gavin Hoover Ashton Lambie Adrian Hegyvary Eric Young   |
| Minsk             | Team KGF Daniel Bigham Charlie Tanfield Harry Tanfield Jonathan Wale                     | Lokomotiv Kirill Sveshnikov Alexander Evtushenko Sergey Schilov Dmitriy Sokolov | Russie Lev Gonov Dmitry Mukhomediarov Ivan Smirnov Gleb Syritsa    |

#### Classement
| Pos. | Équipe           | Pru  | Man | Mil  | San  | Min  | Pts  |
| 1.   | Italie           | 1000 | 600 | –    | 700  | 650  | 2950 |
| 2.   | Danemark         | 700  | 900 | 650  | 600  | –    | 2850 |
| 3.   | Allemagne        | 900  | 650 | 700  | 550  | –    | 2800 |
| 4.   | Suisse           | 750  | 550 | 800  | –    | 700  | 2800 |
| 5.   | France           | 650  | 800 | 500  | –    | 750  | 2700 |
| 6.   | États-Unis       | 350  | 350 | 750  | 800  | 450  | 2700 |
| 7.   | Team KGF         | 600  | 750 | –    | –    | 1000 | 2350 |
| 8.   | Russie           | 800  | 410 | –    | –    | 800  | 2010 |
| 9.   | Nouvelle-Zélande | –    | –   | 1000 | 1000 | –    | 2000 |
| 10.  | Espagne          | 410  | 380 | 550  | –    | 380  | 1720 |

### Scratch

#### Résultats
| Lieu       | Vainqueur         | Deuxième        | Troisième      |
| ---------- | ----------------- | --------------- | -------------- |
| Pruszków   | Robbe Ghys        | Edgar Stepanyan | Roy Pieters    |
| Manchester | Nikita Panassenko | Jonathan Mould  | Wim Stroetinga |
| Minsk      | Yauheni Karaliok  | Ivo Oliveira    | Vitaliy Hryniv |

#### Classement
| Pos. | Coureur            | Pru | Man | Min | Pts |
| 1.   | Krisztián Lovassy  | 225 | 190 | 250 | 655 |
| 2.   | Jonathan Mould     | −   | 450 | 205 | 655 |
| 3.   | Ivo Oliveira       | –   | 130 | 500 | 630 |
| 4.   | Yauheni Karaliok   | 145 | –   | 450 | 595 |
| 5.   | Adrian Tekliński   | 325 | 145 | 110 | 580 |
| 6.   | Christos Volikakis | 250 | 325 | –   | 575 |
| 7.   | Leung Chun Wing    | 80  | 110 | 350 | 540 |
| 8.   | Marc Potts         | 350 | 175 | –   | 525 |
| 9.   | Iván Ruiz          | 130 | 205 | 190 | 525 |
| 10.  | Nikita Panassenko  | –   | 500 | –   | 500 |

### Course aux points

#### Résultats
| Lieu     | Vainqueur            | Deuxième           | Troisième       |
| -------- | -------------------- | ------------------ | --------------- |
| Pruszków | Nikita Panassenko    | Christos Volikakis | Liam Bertazzo   |
| Milton   | Niklas Larsen        | Mark Stewart       | Kenny De Ketele |
| Minsk    | Jan-Willem van Schip | Cheung King Lok    | Ivo Oliveira    |

#### Classement
| Pos. | Coureur              | Pru | Mil | Min | Pts |
| 1.   | Ivo Oliveira         | 375 | –   | 400 | 775 |
| 2.   | Christos Volikakis   | 450 | 275 | –   | 725 |
| 3.   | Cheung King Lok      | –   | 190 | 450 | 640 |
| 4.   | Alan Banaszek        | 225 | −   | 300 | 525 |
| 5.   | Jan-Willem van Schip | –   | −   | 500 | 500 |
| 6.   | Niklas Larsen        | –   | 500 | –   | 500 |
| 7.   | Nikita Panassenko    | 500 | –   | –   | 500 |
| 8.   | Andreas Graf         | 130 | 350 | –   | 480 |
| 9.   | Krisztián Lovassy    | 100 | 175 | 190 | 465 |
| 10.  | Mark Stewart         | –   | 450 | –   | 450 |

### Américaine

#### Résultats
| Lieu              | Vainqueur                                       | Deuxième                                        | Troisième                                         |
| ----------------- | ----------------------------------------------- | ----------------------------------------------- | ------------------------------------------------- |
| Pruszków          | Australie Callum Scotson Cameron Meyer          | Belgique Moreno De Pauw Kenny De Ketele         | France Florian Maitre Benjamin Thomas             |
| Manchester        | Danemark Niklas Larsen Casper von Folsach       | France Benjamin Thomas Morgan Kneisky           | Pologne Daniel Staniszewski Wojciech Pszczolarski |
| Milton            | Belgique Kenny De Ketele Lindsay De Vylder      | Nouvelle-Zélande Thomas Sexton Campbell Stewart | Grande-Bretagne Mark Stewart Oliver Wood          |
| Santiago du Chili | Nouvelle-Zélande Thomas Sexton Campbell Stewart | Italie Francesco Lamon Michele Scartezzini      | Autriche Andreas Graf Andreas Muller              |
| Minsk             | Hong Kong Leung Chun Wing Cheung King Lok       | Pays-Bas Roy Pieters Wim Stroetinga             | Portugal Ivo Oliveira Rui Oliveira                |

#### Classement
| Pos. | Équipe           | Pru | Man | Mil | San | Min | Pts  |
| 1.   | Autriche         | 325 | 130 | 275 | 400 | 375 | 1505 |
| 2.   | Danemark         | 250 | 500 | 375 | 25  | –   | 1450 |
| 3.   | France           | 400 | 450 | 225 | –   | 325 | 1400 |
| 4.   | Italie           | 275 | 225 | 175 | 450 | 225 | 1350 |
| 5.   | Belgique         | 450 | 350 | 500 | –   | –   | 1300 |
| 6.   | Pologne          | 300 | 400 | 300 | –   | 275 | 1275 |
| 7.   | Ukraine          | 175 | 120 | 325 | 350 | 205 | 1200 |
| 8.   | Nouvelle-Zélande | –   | 175 | 450 | 500 | –   | 1125 |
| 9.   | Espagne          | 375 | 375 | 160 | –   | 175 | 1085 |
| 10.  | Russie           | 190 | 145 | –   | 275 | 300 | 910  |

### Omnium

#### Résultats
| Lieu              | Vainqueur            | Deuxième       | Troisième     |
| ----------------- | -------------------- | -------------- | ------------- |
| Pruszków          | Niklas Larsen        | Szymon Sajnok  | Claudio Imhof |
| Manchester        | Benjamin Thomas      | Niklas Larsen  | Albert Torres |
| Milton            | Niklas Larsen        | Oliver Wood    | Gaël Suter    |
| Santiago du Chili | Daniel Holloway      | Eiya Hashimoto | Roman Gladysh |
| Minsk             | Jan-Willem van Schip | Szymon Sajnok  | Mamyr Stash   |

#### Classement
| Pos. | Coureur            | Pru | Man | Mil | San | Min | Pts  |
| 1.   | Niklas Larsen      | 500 | 450 | 500 | –   | –   | 1450 |
| 2.   | Maximilian Beyer   | –   | 375 | 250 | 375 | –   | 1000 |
| 3.   | Roman Gladysh      | 145 | –   | 205 | 400 | 225 | 975  |
| 4.   | Leung Chun Wing    | 225 | 160 | 145 | 225 | 175 | 930  |
| 5.   | Szymon Sajnok      | 450 | –   | −   | –   | 450 | 900  |
| 6.   | Daniel Holloway    | –   | –   | −   | 500 | 375 | 875  |
| 7.   | Christos Volikakis | 350 | 175 | 325 | –   | –   | 850  |
| 8.   | Albert Torres      | 375 | 400 | –   | –   | –   | 775  |
| 9.   | Felix English      | 275 | 110 | –   | –   | 350 | 735  |
| 10.  | Claudio Imhof      | 400 | 300 | –   | –   | –   | 700  |

## Femmes

### 500 mètres

#### Résultats
| Lieu       | Vainqueur      | Deuxième     | Troisième       |
| ---------- | -------------- | ------------ | --------------- |
| Manchester | Daria Shmeleva | Miriam Welte | Olena Starikova |

#### Classement
| Pos. | Coureuse        | Man | Pts |
| 1.   | Daria Shmeleva  | 500 | 500 |
| 2.   | Miriam Welte    | 450 | 450 |
| 3.   | Olena Starikova | 400 | 400 |
| 4.   | Tania Calvo     | 375 | 375 |
| 5.   | Jessica Salazar | 350 | 350 |
| 6.   | Guo Yufang      | 325 | 325 |
| 7.   | Katy Marchant   | 300 | 300 |
| 8.   | Song Chaorui    | 275 | 275 |
| 9.   | Emma Cumming    | 250 | 250 |
| 10.  | Kyra Lamberink  | 225 | 225 |

### Keirin

#### Résultats
| Lieu              | Vainqueur        | Deuxième            | Troisième           |
| ----------------- | ---------------- | ------------------- | ------------------- |
| Pruszków          | Kristina Vogel   | Daria Shmeleva      | Stephanie Morton    |
| Manchester        | Kristina Vogel   | Shanne Braspennincx | Laurine van Riessen |
| Milton            | Kristina Vogel   | Katy Marchant       | Shanne Braspennincx |
| Santiago du Chili | Madalyn Godby    | Natasha Hansen      | Lyubov Basova       |
| Minsk             | Nicky Degrendele | Lee Hye-jin         | Lyubov Basova       |

#### Classement
| Pos. | Coureuse            | Pru | Man | Mil | San | Min | Pts  |
| 1.   | Kristina Vogel      | 500 | 500 | 500 | –   | –   | 1500 |
| 2.   | Shanne Braspennincx | 375 | 450 | 400 | –   | –   | 1225 |
| 3.   | Yuka Kobayashi      | 300 | 250 | 250 | 375 | –   | 1175 |
| 4.   | Lyubov Basova       | 325 | –   | –   | 400 | 400 | 1125 |
| 5.   | Sara Kankovska      | 250 | 175 | 325 | 325 | –   | 1075 |
| 6.   | Lee Hye-jin         | –   | –   | 300 | 300 | 450 | 1050 |
| 7.   | Laurine van Riessen | 275 | 400 | –   | –   | 300 | 975  |
| 8.   | Bao Shanju          | 175 | 120 | 190 | 275 | 190 | 950  |
| 9.   | Katy Marchant       | 120 | 275 | 450 | –   | –   | 845  |
| 10.  | Natasha Hansen      | –   | –   | 375 | 450 | –   | 825  |

### Vitesse

#### Résultats
| Lieu              | Vainqueur        | Deuxième            | Troisième           |
| ----------------- | ---------------- | ------------------- | ------------------- |
| Pruszków          | Kristina Vogel   | Stephanie Morton    | Mathilde Gros       |
| Manchester        | Kristina Vogel   | Laurine van Riessen | Anastasiia Voinova  |
| Milton            | Kristina Vogel   | Shanne Braspennincx | Laurine van Riessen |
| Santiago du Chili | Lyubov Basova    | Daria Shmeleva      | Lee Hye-jin         |
| Minsk             | Pauline Grabosch | Simona Krupeckaitė  | Nicky Degrendele    |

#### Classement
| Pos. | Coureuse            | Pru | Man | Mil | San | Min | Pts  |
| 1.   | Laurine van Riessen | 300 | 450 | 400 | –   | 375 | 1525 |
| 2.   | Kristina Vogel      | 500 | 500 | 500 | –   | –   | 1500 |
| 3.   | Simona Krupeckaitė  | 275 | 275 | –   | 305 | 450 | 1350 |
| 4.   | Olena Starikova     | 160 | 350 | 225 | 325 | –   | 1060 |
| 5.   | Shanne Braspennincx | 190 | 375 | 450 | –   | –   | 1015 |
| 6.   | Lee Hye-jin         | –   | –   | 350 | 400 | 250 | 1000 |
| 7.   | Miglė Marozaitė     | 250 | 225 | –   | 250 | 225 | 950  |
| 8.   | Lyubov Basova       | 90  | −   | –   | 500 | 300 | 890  |
| 9.   | Madalyn Godby       | 80  | 300 | 205 | 300 | –   | 885  |
| 10.  | Daria Shmeleva      | 175 | 250 | –   | 450 | –   | 875  |

### Vitesse par équipes

#### Résultats
| Lieu              | Vainqueur                                 | Deuxième                                       | Troisième                                  |
| ----------------- | ----------------------------------------- | ---------------------------------------------- | ------------------------------------------ |
| Pruszków          | Allemagne Pauline Grabosch Kristina Vogel | Pays-Bas Kyra Lamberink Hetty van de Wouw      | Russie Anastasiia Voinova Daria Shmeleva   |
| Manchester        | Allemagne Miriam Welte Kristina Vogel     | Russie Anastasiia Voinova Daria Shmeleva       | Holy Brother Cycling Bao Shanju Guo Yufang |
| Milton            | Allemagne Miriam Welte Kristina Vogel     | Pays-Bas Hetty van de Wouw Laurine van Riessen | Corée du Sud Kim Wong-yeong Lee Hye-jin    |
| Santiago du Chili | Ukraine Lyubov Basova Olena Starikova     | Holy Brother Cycling Bao Shanju Guo Yufang     | Corée du Sud Kim Won-gyeong Lee Hye-jin    |
| Minsk             | Allemagne Pauline Grabosch Emma Hinze     | Lituanie Miglė Marozaitė Simona Krupeckaitė    | Corée du Sud Kim Won-gyeong Lee Hye-jin    |

#### Classement
| Pos. | Équipe               | Pru | Man | Mil | San | Min | Pts  |
| 1.   | Allemagne            | 500 | 500 | 500 | –   | 500 | 2000 |
| 2.   | Russie               | 400 | 450 | –   | 325 | 250 | 1425 |
| 3.   | Holy Brother Cycling | 200 | 400 | 250 | 450 | –   | 1350 |
| 4.   | Pays-Bas             | 450 | 375 | 450 | –   | –   | 1275 |
| 5.   | Grande-Bretagne      | 275 | 300 | 375 | –   | 275 | 1225 |
| 6.   | Corée du Sud         | –   | –   | 400 | 400 | 400 | 1200 |
| 7.   | Lituanie             | 375 | 350 | –   | –   | 450 | 1175 |
| 8.   | Nouvelle-Zélande     | 300 | 225 | 300 | 350 | –   | 1175 |
| 9.   | Chine                | –   | 325 | −   | 375 | 375 | 1075 |
| 10.  | Espagne              | 350 | 275 | 350 | –   | –   | 975  |

### Poursuite individuelle

#### Résultats
| Lieu     | Vainqueur          | Deuxième             | Troisième     |
| -------- | ------------------ | -------------------- | ------------- |
| Pruszków | Justyna Kaczkowska | Annemiek van Vleuten | Elisa Balsamo |

#### Classement
| Pos. | Coureuse             | Pru | Pts |
| 1.   | Justyna Kaczkowska   | 500 | 500 |
| 2.   | Annemiek van Vleuten | 450 | 450 |
| 3.   | Elisa Balsamo        | 400 | 400 |
| 4.   | Gudrun Stock         | 375 | 375 |
| 5.   | Valeriya Kononenko   | 350 | 350 |
| 6.   | Ciara Horne          | 325 | 325 |
| 7.   | Annie Foreman-Mackey | 300 | 300 |
| 8.   | Pia Pensaari         | 275 | 275 |
| 9.   | Andrea Waldis        | 250 | 250 |
| 10.  | Anastasiia Iakovenko | 225 | 225 |

### Poursuite par équipes

#### Résultats
| Lieu              | Vainqueur                                                                   | Deuxième                                                                       | Troisième                                                               |
| ----------------- | --------------------------------------------------------------------------- | ------------------------------------------------------------------------------ | ----------------------------------------------------------------------- |
| Pruszków          | Italie Elisa Balsamo Tatiana Guderzo Francesca Pattaro Silvia Valsecchi     | Canada Allison Beveridge Ariane Bonhomme Annie Foreman-Mackey Kinley Gibson    | Grande-Bretagne Emily Nelson Neah Evans Emily Kay Manon Lloyd           |
| Manchester        | Grande-Bretagne Elinor Barker Katie Archibald Emily Nelson Neah Evans       | Italie Elisa Balsamo Tatiana Guderzo Francesca Pattaro Silvia Valsecchi        | Japon Kie Furuyama Yumi Kajihara Kisato Nakamura Yuya Hashimoto         |
| Milton            | Canada Ariane Bonhomme Kinley Gibson Annie Foreman-Mackey Allison Beveridge | Nouvelle-Zélande Rushlee Buchanan Kirstie James Bryony Botha Michaela Drummond | France Clara Copponi Coralie Demay Laurie Berthon Valentine Fortin      |
| Santiago du Chili | Nouvelle-Zélande Rushlee Buchanan Kirstie James Bryony Botha Racquel Sheath | Italie Simona Frapporti Marta Cavalli Francesca Pattaro Silvia Valsecchi       | Japon Kie Furuyama Nao Suzuki Kisato Nakamura Yuya Hashimoto            |
| Minsk             | États-Unis Jennifer Valente Kelly Catlin Chloe Dygert Kimberly Geist        | Italie Martina Alzini Elisa Balsamo Marta Cavalli Simona Frapporti             | Canada Devaney Collier Maggie Coles-Lyster Erin Attwell Laurie Jussaume |

#### Classement
| Pos. | Équipe           | Pru  | Man  | Mil  | San  | Min | Pts  |
| 1.   | Italie           | 1000 | 900  | –    | 900  | 900 | 3700 |
| 2.   | Canada           | 900  | –    | 1000 | –    | 800 | 2700 |
| 3.   | France           | 600  | 500  | –    | 800  | 750 | 2650 |
| 4.   | Japon            | –    | 800  | 750  | 800  | –   | 2350 |
| 5.   | Allemagne        | 750  | 750  | –    | 650  | –   | 2150 |
| 6.   | Chine            | –    | 700  | –    | 750  | 600 | 2050 |
| 7.   | Russie           | 650  | 650  | –    | –    | 650 | 1950 |
| 8.   | Nouvelle-Zélande | –    | –    | 900  | 1000 | –   | 1900 |
| 9.   | Grande-Bretagne  | 800  | 1000 | –    | –    | –   | 1800 |
| 10.  | Ukraine          | 550  | 450  | –    | 700  | –   | 1700 |

### Scratch

#### Résultats
| Lieu       | Vainqueur        | Deuxième           | Troisième         |
| ---------- | ---------------- | ------------------ | ----------------- |
| Pruszków   | Maria Averina    | Justyna Kaczkowska | Olivija Baleišytė |
| Manchester | Rachele Barbieri | Yang Qianyu        | Jolien D'Hoore    |
| Minsk      | Aline Seitz      | Elinor Barker      | Amy Pieters       |

#### Classement
| Pos. | Coureuse           | Pru | Man | Min | Pts |
| 1.   | Rachele Barbieri   | 325 | 500 | –   | 825 |
| 2.   | Alžbeta Bačíková   | 300 | 120 | 400 | 820 |
| 3.   | Maria Averina      | 500 | –   | 250 | 750 |
| 4.   | Jolien D'Hoore     | 350 | 400 | –   | 750 |
| 5.   | Olivija Baleišytė  | 400 | –   | 300 | 700 |
| 6.   | Aline Seitz        | –   | 250 | 375 | 625 |
| 7.   | Valentine Fortin   | 190 | 350 | –   | 540 |
| 8.   | Yang Qianyu        | 60  | 450 | –   | 510 |
| 9.   | Tetyana Klimchenko | –   | –   | 500 | 500 |
| 10.  | Elinor Barker      | –   | –   | 450 | 450 |

### Course aux points

#### Résultats
| Lieu     | Vainqueur       | Deuxième                  | Troisième         |
| -------- | --------------- | ------------------------- | ----------------- |
| Pruszków | Lotte Kopecky   | Hanna Solovey             | Coralie Demay     |
| Milton   | Katie Archibald | Jasmin Duehring           | Jarmila Machačová |
| Minsk    | Kirsten Wild    | Maria Giulia Confalonieri | Anita Stenberg    |

#### Classement
| Pos. | Coureuse                  | Pru | Mil | Min | Pts |
| 1.   | Anita Stenberg            | 300 | 225 | 400 | 925 |
| 2.   | Kirsten Wild              | 350 | –   | 500 | 850 |
| 3.   | Jarmila Machačová         | 90  | 400 | 400 | 790 |
| 4.   | Coralie Demay             | 400 | 375 | –   | 775 |
| 5.   | Maria Giulia Confalonieri | 275 | –   | 450 | 725 |
| 6.   | Sofía Arreola             | –   | 350 | 375 | 725 |
| 7.   | Katie Archibald           | –   | 500 | –   | 500 |
| 8.   | Lotte Kopecky             | 500 | –   | –   | 500 |
| 9.   | Alžbeta Bačíková          | 120 | 190 | 145 | 455 |
| 10.  | Jasmin Duehring           | –   | 450 | –   | 450 |

### Américaine

#### Résultats
| Lieu              | Vainqueur                                            | Deuxième                                   | Troisième                                         |
| ----------------- | ---------------------------------------------------- | ------------------------------------------ | ------------------------------------------------- |
| Pruszków          | Belgique Lotte Kopecky Jolien D'Hoore                | Grande-Bretagne Elinor Barker Emily Nelson | Italie Maria Giulia Confalonieri Elisa Balsamo    |
| Manchester        | Grande-Bretagne Elinor Barker Katie Archibald        | Belgique Jolien D'Hoore Lotte Kopecky      | Italie Rachele Barbieri Elisa Balsamo             |
| Milton            | Grande-Bretagne Katie Archibald Eleanor Dickinson    | France Coralie Demay Laurie Berthon        | Nouvelle-Zélande Racquel Sheath Michaela Drummond |
| Santiago du Chili | Nouvelle-Zélande Michaela Drummond Racquel Sheath    | Danemark Trine Schmidt Julie Leth          | Italie Elisa Balsamo Marta Cavalli                |
| Minsk             | Italie Letizia Paternoster Maria Giulia Confalonieri | Pays-Bas Kirsten Wild Amy Pieters          | Russie Maria Novolodskaya Olga Zabelinskaïa       |

#### Classement
| Pos. | Équipe          | Pru | Man | Mil | San | Min | Pts   |
| 1.   | Italie          | 400 | 400 | 205 | 400 | 500 | 1905  |
| 2.   | Grande-Bretagne | 450 | 500 | 500 | –   | 325 | 1775  |
| 3.   | États-Unis      | 275 | 275 | 325 | 350 | 375 | 1600  |
| 4.   | Russie          | 250 | 325 | –   | 325 | 400 | 1300  |
| 5.   | France          | 205 | 350 | 450 | –   | 250 | 1255  |
| 6.   | Suisse          | 190 | 250 | 250 | −   | 350 | 1040  |
| 7.   | Pays-Bas        | 375 | 205 | −   | –   | 450 | 1030  |
| 8.   | Ukraine         | 325 | 225 | –   | 250 | 225 | 1025  |
| 9.   | Belgique        | 500 | 450 | –   | –   | –   | 950,0 |
| 10.  | Japon           | –   | 190 | 350 | 375 | –   | 915   |

### Omnium

#### Résultats
| Lieu              | Vainqueur        | Deuxième          | Troisième          |
| ----------------- | ---------------- | ----------------- | ------------------ |
| Pruszków          | Kirsten Wild     | Jennifer Valente  | Amalie Dideriksen  |
| Manchester        | Jennifer Valente | Katie Archibald   | Amalie Dideriksen  |
| Milton            | Yumi Kajihara    | Allison Beveridge | Eleanor Dickinson  |
| Santiago du Chili | Yumi Kajihara    | Elisa Balsamo     | Tetyana Klimchenko |
| Minsk             | Kirsten Wild     | Elinor Barker     | Jennifer Valente   |

#### Classement
| Pos. | Coureuse          | Pru | Man | Mil | San | Min | Pts  |
| 1.   | Jennifer Valente  | 450 | 500 | –   | –   | 400 | 1350 |
| 2.   | Yumi Kajihara     | –   | 325 | 500 | 500 | –   | 1325 |
| 3.   | Olivija Baleišytė | 225 | 275 | 325 | –   | 350 | 1175 |
| 4.   | Kirsten Wild      | 500 | −   | –   | –   | 500 | 1000 |
| 5.   | Wang Xiaofei      | –   | 375 | –   | 300 | 300 | 975  |
| 6.   | Anita Stenberg    | 300 | 130 | 225 | –   | 205 | 760  |
| 7.   | Lizbeth Salazar   | –   | –   | 375 | 325 | 145 | 845  |
| 8.   | Elinor Barker     | 375 | –   | –   | –   | 450 | 825  |
| 9.   | Elisa Balsamo     | –   | 350 | –   | 450 | –   | 800  |
| 10.  | Amalie Dideriksen | 400 | 400 | –   | –   | –   | 800  |